# Baliga Kornél
Baliga Kornél (Budapest, 1952. augusztus 21. –) Budapest Építészeti Nívódíjas és Ferenczy Noémi-díjjal is kitüntetett magyar építész, belsőépítész, tervezőművész.

## Életpályája
A Magyar Iparművészeti Főiskolán Németh István belsőépítész és Szrogh György építész növendékeként 1971–76 között végezte tanulmányait. Diplomája után a KERTI tervezőirodájába került. A hetvenes évek számára jelentős munkái közé tartozott a Gundel étterem háború alatt elpusztult stukkó-mennyezetének a rekonstrukciója (1977–79). Ettől kezdve kötelezte el végleg magát az európai művészeti stílusok újrafelfedezése és azok műemléki épületekben lehetséges alkalmazása, újratervezése mellett.
Számos egyéb épületnél is kiemelkedő belsőépítészeti és rekonstrukciós munkát végzett, többek között a Vajdahunyad vár belső felújításánál (1981), a miskolci Pannónia Szállónál (1987), a pesti Astoria Szállónál (1987), valamint a Váci utcában az Ypsilanti cipőboltnál. Kapu- és emlékműtervet készített a budapesti Nyugati pályaudvarhoz (1989), a Magyar Fotográfusok Háza belsőépítészetéhez (1998).
A nagyobb sajtó és médiafigyelmet jelentő munkája volt a pécsi Palatinus Szálloda belső terei terveinek elkészítése volt 1982–1988 között, de közben 1984–1986 a Royal Szálloda portáljainak tervén is dolgozott között, 2002-ben a teljes átépítés során újabbakkal kiegészítve a korábbiakat; 1990–1991-ben a Kőbányai zsinagóga belső rekonstrukciója, majd a Gundel étterem emeleti különtermei, bálterme következtek 1992-ben. Ebben az évben a Várkert-kioszk, az egykori Ybl Miklós-féle vízmű belső architektúrájának terveit készítette el. 
1994–1995-ben Zalaegerszegen a Zalaegerszegi Törvényszék 1732-ben épült barokk, hajdani megyeháza rekonstrukcióját tervezte. /kiviteli tervező Velledics Lajos volt/.
Ezekben az években restaurálták a Vidám Park körhintáját és a hullámvasút indítóházát. A körhinta Europa Nostra-díjat kapott 1997-ben. 
1995–1996-ban a Városmajor utcában az Osztrák Nagyköveti Rezidencia (egykori Semsey-kastély) belső architektúráján és berendezésén dolgozott majd a Sándor-palota dísztermeinek, díszítményeinek tervezése volt 2001-ben. (A történeti terek díszítményei.)
Magánmegbízásra készült a gellérthegyi Hegedűs-villa főemelete, a zebegényi volt Dőry-kastély (2000–2002) és a tokaji Árvay-pincészet épülete, de felkérték a budavári Sándor-palota (2002), belső tereinek rekonstrukcióijára is.
2001 és 2013 között pedig – saját megfogalmazása szerint – „Eszterháza rabságában és Esterházy fényes Miklós herceg (1714–1790), barokk-rokokó palotájának bűvöletében” élt, noha közben egy húsz éve abbamaradt munkát is újra kezdve a Rumbach utcai zsinagóga belső architektúrája helyreállításán és a Gödöllői Grassalkovich Kastély (2010) helyreállításán is dolgozott. 
A budapesti Eiffel Palota homlokzatkialakítását (2011–2013)  a budai várhegy alatti Várkert Bazár (2014), majd a budapesti Klotild Palota (2015), és végül a budavári Palota területén lévő királyi Lovarda épületének rekonstrukciós tervei követtek.

## Szervezeti tagságai
A Magyar Belsőépítész Közhasznú Egyesület (MABE) tagja 2004-től, a szervezet elnökségének tagja 2017. május 23-ától. A Budapesti Építész Kamara tagja, a Budapesti Városvédő Egyesület alelnöke 2004-től.
Jelentős szakirodalmi tevékenysége mellett zsűrikben működik közre, emellett az alapítás óta tag, alelnök a Budapesti Városvédő Egyesület (BVE) vezetőségében.

## Részvétele csoportos kiállításokon
- 2019 „MESTERMUNKÁK” A Magyar Művészeti Akadémia Iparművészeti és Tervezőművészeti Tagozata nem akadémikus tagjainak csoportos kiállítása, Pesti Vigadó VI. emeleti többcélú kiállítási tér; a kiállítás kurátorai Hefter László és Szávoszt Katalin, lebonyolítója a Magyar Belsőépítész Közhasznú Egyesület[2]
- 2018 Kulisszatitkok – Színház kívül belül. Csoportos tárlat. támogatta a Magyar Művészeti Akadémia Iparművészeti és Tervezőművészeti Tagozata.  Kurátor: Turnai Tímea, Katalógus 96 oldal, Katalógus szerkesztő és előszó: Turnai Tímea, ISBN 978-615-00-2140-9 14-15. oldal Eszterházai Operaház belső tereinek falnézetei és keresztmetszetei.[3]
- 2018 „Téralakítás szabad kézzel” Magyar belsőépítész egyesület tagjainak csoportos kiállítása. Pesti Vigadó VI. emeleti többcélú kiállítási terében 2018. június 2. 2018. július 29. / A kiállítás kurátora Láng Judit /. A kiállítás szakmai lebonyolítója a Magyar Belsőépítész Közhasznú Egyesület, a kapcsolódó leporelló és a kiállítás szakmai támogatója a Magyar Művészeti Akadémia Iparművészeti és Tervezőművészeti Tagozata.[4][5][6][7][8]
- 2014 Építészeti Nemzeti Szalon
- 2011 A belsőépítészet minőségi térformálás, FUGA Budapesti Építészeti Központ, Budapest
- 2003 Hol tartunk? /Belsőépítészek/- Iparművészeti Múzeum
- 2001 Belsőépítészet- Magyar Építész Kamara – Koós Károly terem
- 1983 A tervezés értékteremtés, Műcsarnok, Budapest
- 1980 Belsőépítészet 1970–80, Műcsarnok, Budapest

## Egyéni kiállításai
- 1985 • Építészet, belsőépítészet 2., Fényes Adolf Terem, Budapest
- 1986 • Építészet, belsőépítészet 2., Magyar Intézet, Prága
- 1987 • Építészet, belsőépítészet 2., Magyar Intézet, Varsó
- 1988 • Építészet, belsőépítészet 2., Magyar Intézet, Szófia
- 1994 • Budapesti Városvédő Egyesület
- 1996 • Budapesti Art Expo ’96, Hungexpo
- 1997 • Art X Galéria, Hilton Szálló, Budapest

## Könyve
2025-ben a Re:Publikáció Kiadó gondozásában jelent meg Az újratervező című könyv, amely Baliga Kornélt és munkásságát mutatja be.

## Díjai, szakmai elismerései
- 2018 A Magyar Művészeti Akadémia Iparművészeti és Tervezőművészeti Tagozatának Díja[12]
- 2013 Reitter Ferenc-díj az Eiffel Palace homlokzati tervezéséért[13]
- 2009 Forster Gyula-díj
- 1998 Ferenczy Noémi-díj
- 1997 Budapest Építészeti Nívódíja, Körhinta,Budapesti Vidám Park (műemléki rekonstrukció),
- 1988 a Podmaniczky-díj, Szántó Tiborral közösen a pécsi a Pannónia Szálló régi épületének belsőépítészeti munkái elkészítéséért.